# Antimovo
Antimovo (bulgariska: Антимово) är ett distrikt i Bulgarien.   Det ligger i kommunen Obsjtina Vidin och regionen Vidin, i den nordvästra delen av landet, 150 kilometer norr om huvudstaden Sofia.
Runt Antimovo är det i huvudsak tätbebyggt. Runt Antimovo är det ganska tätbefolkat, med 104 invånare per kvadratkilometer.